# Cram-Chaban
Cram-Chaban [kʁɑ̃ʃabɑ̃] (vor 2023 Cramchaban) ist eine französische Gemeinde mit 648 Einwohnern (Stand: 1. Januar 2022) im Département Charente-Maritime in der Region Nouvelle-Aquitaine. Sie gehört zum Arrondissement La Rochelle und zum Kanton Marans. Die Einwohner werden Cramois oder Cramchabanais genannt.

## Geografie
Cram-Chaban liegt etwa 32 Kilometer ostnordöstlich von La Rochelle. Das Gemeindegebiet gehört zum Regionalen Naturpark Marais Poitevin. Umgeben wird Cram-Chaban von den Nachbargemeinden Saint-Hilaire-la-Palud im Norden, Prin-Deyrançon im Nordosten und Osten, Mauzé-sur-le-Mignon im Osten und Südosten, Saint-Pierre-d’Amilly im Süden, Benon im Südwesten und Westen, La Laigne im Westen sowie La Grève-sur-Mignon im Nordwesten.
Die Gemeinde Cram-Chaban besteht aus den Dörfern Cram, Chaban und Sainte-Gemme sowie weiteren Weilern und Einzelhöfen.

## Geschichte
Am frühen Abend des 16. Juni 2023 lag das Epizentrum eines Erdbebens der Stärke 5,3 bis 5,8 in der Gemeinde Cram-Chaban.

## Bevölkerungsentwicklung
| 1962                       | 1968 | 1975 | 1982 | 1990 | 1999 | 2006 | 2019 |
| -------------------------- | ---- | ---- | ---- | ---- | ---- | ---- | ---- |
| 559                        | 619  | 503  | 534  | 516  | 514  | 554  | 650  |
| Quellen: Cassini und INSEE |      |      |      |      |      |      |      |

## Sehenswürdigkeiten

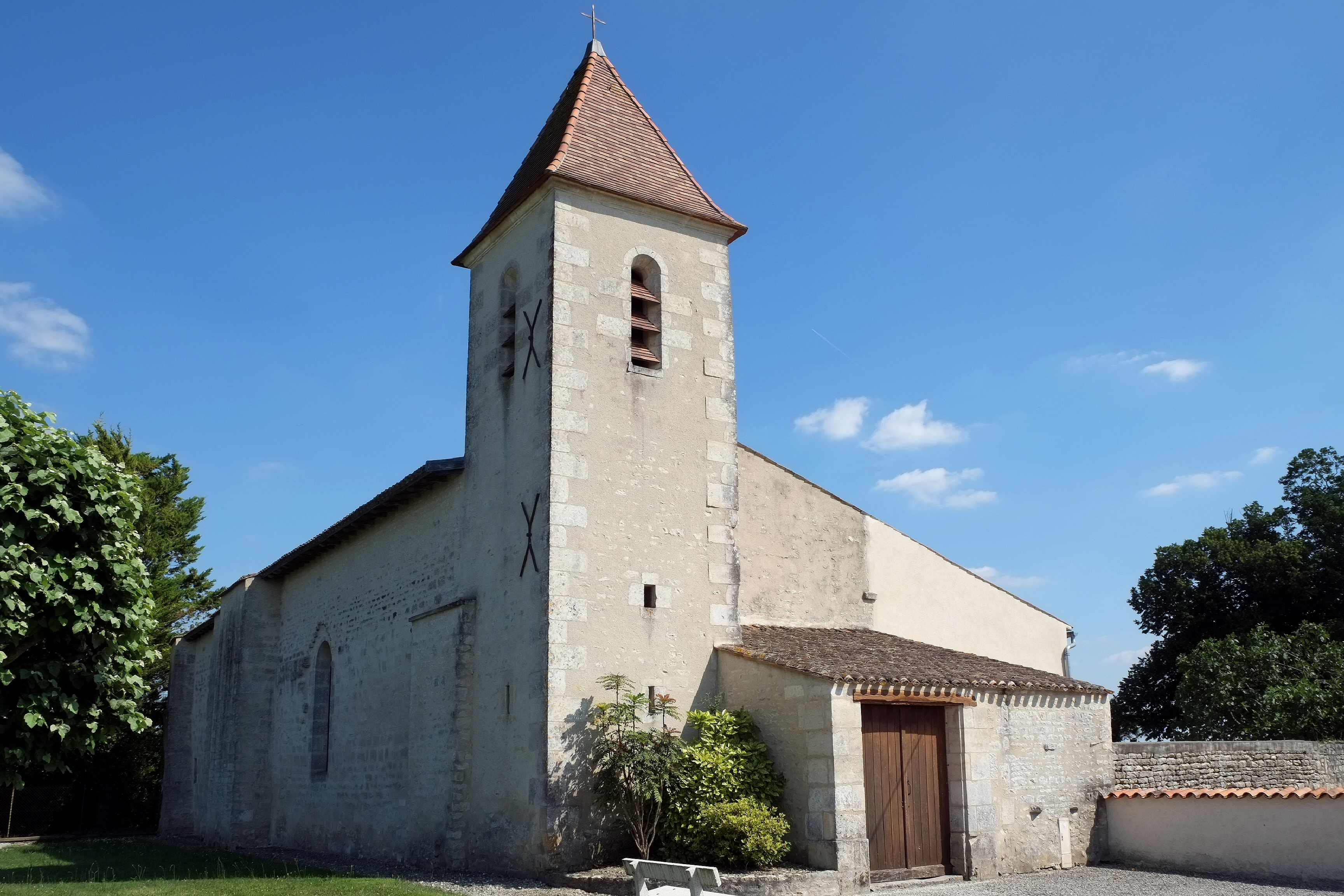
Kirche Saint-Pierre

- Kirche Saint-Pierre (siehe auch: Liste der Monuments historiques in Cram-Chaban)

## Verkehr
Durch die Gemeinde führen die Nationalstraße N 11 und die Departementsstraße D 262.
Der nächste Bahnhof ist Mauzé an der Bahnstrecke Saint-Benoît–La Rochelle-Ville in Mauzé-sur-le-Mignon, ca. 5,5 Kilometer vom Hauptort Cram-Chaban entfernt. Dort verkehren TER-Züge der Relation La Rochelle–Poitiers.